# Club Futbol Associació Espluguenc
El Club Futbol Associació Espluguenc és un club català de futbol de la ciutat d'Esplugues de Llobregat, al Baix Llobregat. Actualment juga a la Tercera Catalana lluitant per l'ascens

## Història
L'any 1940 nasqué la Unió Esportiva Esplugues. La millor època del club la visqué a finals dels anys 80, quan jugà durant quatre temporades a la Tercera Divisió.
L'any 1991 la UE Esplugues, tot just descendir de tercera divisió, es fusionà amb l'equip La Plana i incorporà jugadors de la UE Rayo Esplugues, que desfeu el seu equip amateur, naixent el Club Futbol Associació Espluguenc.

## Temporades
UE Esplugues
- 1987-1988: 3a Divisió 8è
- 1988-1989: 3a Divisió 11è
- 1989-1990: 3a Divisió 16è
- 1990-1991: 3a Divisió 20è

CFA Espluguenc
- 1991-1992: Primera Div. Catalana 7è
- 1992-1993: Primera Div. Catalana 20è
- 1993-1994: Preferente baixa de categoria
- 1994-1995: Primera Regional Baixa de categoria
- 1995-1996/1996-1997: Segona Regional
- 1997-1998: Segona Regional: 2n. i guanya la promoció d'ascens de categoria
- 1998-1999 a 2010-2011 Primera Regional canvi denominació de categoria
- 2011-2012: Segona Catalana (G3) 15è descens de categoria
- 2012-2013: Tercera Catalana (G10) Campió i ascens de categoria
- 2013-2014: Segona Catalana (G3) En competició actual

## Uniformes
| UE Esplugues | CFA Espluguenc |